# Sakura taisen - Kanzaki Sumire - Intai kinen - Su-mi-re
Sakura taisen - Kanzaki Sumire - Intai kinen - Su-mi-re (サクラ大戦 神崎すみれ 引退記念 す・み・れ? lett. "La grande guerra dei fiori di ciliegio - Sumire Kanzaki - Commemorazione del ritiro - Su-mi-re"), è un OAV giapponese legato al franchise Sakura Wars. Questo speciale episodio della serie si colloca come sequel del videogioco Sakura taisen 4 - Koi seyo, otome. Rappresenta l'ultima apparizione del personaggio di Sumire Kanzaki.

## Trama
Durante una sessione di addestramento, Sumire Kanzaki si rende conto che il proprio spirito combattivo (rei-ryoku) si è notevolmente indebolito, molto al di sotto dei requisiti minimi per poter pilotare il kōbu-nishiki. Per tale ragione Sumire decide di lasciare la propria posizione nella flower division, nel momento in cui è ancora nella posizione della più forte fra le compagne.

## Doppiatori
- Sakura Shinguji: Chisa Yokoyama
- Ayame Fujieda: Ai Orikasa
- Iris Chateaubriand: Kumiko Nishihara
- Kanna Kirishima: Mayumi Tanaka
- Sumire Kanzaki: Michie Tomizawa
- Maria Tachibana: Urara Takano
- Ri Kōran: Yuriko Fuchizaki
- Kasumi Fujii: Akemi Okamura
- Ichirō Ōgami: Akio Suyama
- Orihime Soletta: Maya Okamoto
- Reni Milchstrasse: Kazue Ikura